# Юнілл Африканський
Юнілл Африканський (активність 541–549) -квестор Священного палацу (quaestor sacri palatii) при дворі візантійського імператора Юстиніана I. Він найбільш відомий своєю роботою з біблійної екзегези, Instituta regularia divinae legis. За словами MLW Лайстнера, робота Юнілла була заснована на працях одного з викладачів школи Нісібіса Павла Перса, і оскільки Павло перебував під впливом праць Теодора Мопсуестійського, Інститут Юніла допоміг познайомити західних теологів з антіохійською школою екзегези.
Сьюзен Стівенс ототожнює Юнілла з родичем аристократа Венантії, який мав те саме ім'я; вона була кореспондентом Фульгенція з Руспе і, можливо, членом роду Деціїв.

## Зовнішні посилання
- Вступ до Junillus Джона Ф. Коллінза з текстом і перекладом Instituta regularia divinae legis